# Zé Pedro Monteiro
José Pedro Monteiro, nascido em Espinho a 21 de outubro de 1991, é um jogador profissional de voleibol que joga atualmente pelo Sporting Clube de Portugal.

## Biografia
José Pedro Monteiro nasceu em Espinho em 1991. Começou a jogar voleibol com apenas 8 anos pelo Sporting de Espinho, clube que representou durante 13 anos. Entretanto, jogou uma temporada no Esmoriz GC. Em 2013, Monteiro transferiu-se para o CA Madalena, representando o emblema durante duas épocas até transferir-se para a Fonte do Bastardo. Em 2017, foi contratado pelo Sporting Clube de Portugal no regresso da modalidade ao clube eclético.
Representou a seleção nacional pela primeira vez em 2009. O distribuidor de 184 cm é um jogador inteligente e tático e possui uma boa variação no serviço.

## Palmarés
- 1 Campeonato Português